# Тампереен Пюринто
«Тампереен Пюринто» — финский профессиональный баскетбольный клуб из города Тампере, Финляндия. Клуб является 2-кратным чемпионом Финляндии.

## Сезоны
| Сезон   | Лига      | Уровень | Рег.Чемп. | Плей-Офф      | Еврокубки             |
| ------- | --------- | ------- | --------- | ------------- | --------------------- |
| 2012-13 | Корислига | 1       | 4         | Четвертьфинал | Гр.этап Еврочелленджа |